# Streimannia
Streimannia es un género de hongos liquenizados en la familia Roccellaceae. Es un género monotípico. Contiene la especie Streimannia varieseptata.